# Cratere Yuryung
Yuryung è un cratere sulla superficie di Callisto.